# كار سميث
كار سميث (بالإنجليزية: Carr Smith) هو لاعب كرة قاعدة أمريكي، ولد في 8 أبريل 1901 في كيرنيرسفيل في الولايات المتحدة، وتوفي في 14 أبريل 1989 في ميامي في الولايات المتحدة.

## وصلات خارجية
- كار سميث على موقع دوري كرة القاعدة الرئيسي (الإنجليزية)